# Равиза (Терни)
Равиза је насеље у Италији у округу Терни, региону Умбрија.
Према процени из 2011. у насељу је живело 23 становника. Насеље се налази на надморској висини од 552 м.